# Piptocephalis macrocephala
Piptocephalis macrocephala är en svampart som beskrevs av J.H. Mirza, S.M. Khan, S. Begum & Shagufta 1979. Piptocephalis macrocephala ingår i släktet Piptocephalis och familjen Piptocephalidaceae.   Inga underarter finns listade i Catalogue of Life.